# Sejm nadzwyczajny pacyfikacyjny 1736
Sejm pacyfikacyjny z 1736 – sejm zwołany 4 kwietnia, otwarty 25 czerwca, a zakończony 9 lipca 1736 r., w Rzeczypospolitej, kończący wojnę domową, jaka miała miejsce po śmierci króla Augusta II Mocnego w 1733 r. Marszałkiem był Wacław Piotr Rzewuski pisarz polny koronny.
Po śmierci Augusta II szlachta podzieliła się i wybrano jednocześnie dwóch władców: syna Augusta II – Augusta III Sasa (mniejszość) oraz Stanisława Leszczyńskiego, wojewodę poznańskiego (większość). Sytuacja ta doprowadziła do wybuchu wojny domowej między konfederacją warszawską i dzikowską, która trwała 3 lata i zakończyła się w 1736 r. zwycięstwem Augusta (popartego przez obce wojska, głównie carskie) i sejmem pacyfikacyjnym, czyli wprowadzającym pokój. Był to jedyny sejm, który zwołany przez Augusta III zakończył się pomyślnie.
August III zobowiązał się do przestrzegania praw i wolności szlacheckich, oraz potwierdził utrzymywanie ustroju Rzeczypospolitej w dotychczasowej postaci. Król przyrzekł także powszechną amnestię i podjęcie działań w celu wycofania wojsk rosyjskich z Rzeczypospolitej. Powołano także komisję, która miała przygotować projekty reform wojskowo-skarbowych, na kolejny sejm zwyczajny.